# Luigi Pirandello
Luigi Pirandello (Caos, 1867. június 28. – Róma, 1936. december 10.) Nobel-díjas olasz drámaíró és novellista.

## Élete
Középosztálybeli családban született a dél-szicíliai Girgenti melletti Caos (Xaos) nevű faluban. Gyermekkorában a család komoly anyagi nehézségekkel küzdött, mivel a tulajdonukban lévő kénbánya az áradások következtében művelhetetlenné vált.
Egyetemistaként Pirandello Rómában, majd – a dékánnal való konfliktusát követően – a németországi Bonnban klasszikus irodalmat és nyelvészetet tanult, onnan hazatértekor megházasodott, és átvette a családi gazdaság ügyeinek intézését. Házasságkötésüket követően feleségét, Antoniettát súlyos elmebetegséggel diagnosztizálták, majd 1919-ben zárt intézetbe szállították; ez az élmény jelentős mértékben hozzájárult ahhoz, hogy Pirandello az elme működésének témája felé fordult. Ennek több művében is láthatjuk nyomát, ám legérzékletesebben a IV. Henrik című drámája foglalkozik a problémával.
Több vers- és prózai kötete megjelent már, amikor drámáival ismert, majd a húszas években világhírűvé vált. Leghíresebb darabjának (Hat szerep keres egy szerzőt) római ősbemutatója megbukott, de nem sokkal később Milánóban, majd egész Európában sikerrel játszották. Jelentős volt a darab argentínai vendégszereplése is.
1926-ban társulatával együtt Budapesten járt.
1934-ben irodalmi munkásságért Nobel-díjat kapott.
Bár sokan vádolták az olasz fasizmushoz való vonzódással, ma már a legtöbben úgy vélik, ez nem volt több a színháza (Teatro d'Arte di Roma) megalapításához szükséges gazdasági és politikai támogatás megszerzését célzó igyekezetnél. Írásaiban is többször kikel az erőfölénnyel megszerzett jogok gyakorlata ellen.
Pirandello 1936-ban, Rómában halt meg.

## Pályája
Pirandello valódi hírnevét a drámák hozták meg, ám pályája során jóval nagyobb számban írt regényeket és novellákat, amelyek közül több is az olasz és szicíliai legendák témájára épül. Költészete szintén jelentős, de Olaszországon kívül szinte ismeretlen maradt. Írásaiban az olasz nyelv kifinomult irodalmi változatát használta, ábrázolásmódját sok humorral és iróniával fűszerezve.
1930. július 14-én Az ember, aki virágot hord a szájában című drámájának előadása volt az első kísérleti televíziós közvetítés (BBC, London).
Műveinek középpontjában legtöbbször az igazság keresése, illetve a racionális igazság (valóság) és a társadalmilag elfogadott igazság (hagyományok, elvárások) közti feszültség áll. Állandó témája a társadalmi tudat és az egyéni szándékok közti ütközés. Műveiben gyakran jelennek meg paradox, nem egy esetben abszurd élethelyzetek vagy dramaturgiai megoldások. A humorról írott kis esszéje (A humorizmus, Saggio sull'umorismo, 1908) az emberi természet mély ismeretéről tanúskodik.
Élete végén szoros barátságot kötött (egyesek szerint szerelmi viszonyt is folytatott) Olaszország akkori leghíresebb színésznőjével, a színházában játszó Marta Abbával, aki Pirandello több művét le is fordította angolra, illetve aki halála után (az író fia, Stefano Pirandello mellett) az egyik jogutódja is lett.
Pirandello művészete nagy hatással volt a modern színház lélekábrázolási technikájára, dramaturgiai megoldásai ugyanakkor meghatározóak Bertolt Brecht és az abszurd színház egyes szerzői (például Samuel Beckett) számára is.

## Művei
Pirandello legismertebb és leggyakrabban színpadra állított műve a Hat szereplő szerzőt keres amely magyarul először Karinthy Frigyes fordításában vált ismertté előbb Hat szerep keres egy szerzőt címmel. „Legjobb, legszebb, legnagyobb drámai műve a közvetlenül ezután keletkezett IV. Henrik” – véli Hegedüs Géza. Ugyancsak jelentős, bár jóval ritkábban játszott drámái az Így van (ha így tetszik) és a Mindenki a maga módján.
A Come tu mi vuoi című drámáját As You Desire Me címmel 1932-ben Hollywoodban megfilmesítették, a film főszerepét Greta Garbo játszotta. 2001-ben Jacques Rivette Ki tudja… című filmjében használta fel a darabot.
Az olasz filmművészetben jelentős Pirandello-feldolgozás Mario Monicelli filmje, a Mattia Pascal két élete, Marco Bellocchio rendezésében a IV. Henrik és különösen a Taviani-fivérek Pirandello-filmjei: Kaos; Tu ridi.
A IV. Henrikből többek között magyar tévéfilm is készült Latinovits Zoltánnal a címszerepben.

### További jelentősebb művei

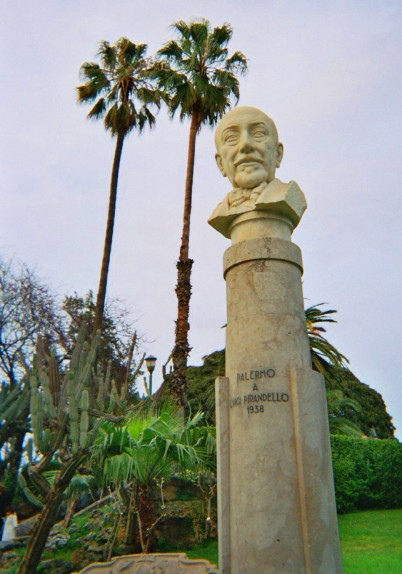
Luigi Pirandello mellszobra Palermóban

#### Drámák
- La patente (Az ördöngös, megjelent: 1911)
- Cecè (bemutatva: 1915)
- La giara (A korsó, 1916)
- Liolà (1916)
- Il berretto a sonagli (A csörgősipka, 1917)
- Il piacere dell’onestà (A becsület öröme, 1917)
- Così è (se vi pare) (Így van (ha így tetszik), 1917)
- Il giuoco delle parti (Ki-ki a szerepét, 1918)
- L’uomo, la bestia e la virtù (Az ember, az állat és az erény, 1919)
- Sei personaggi in cerca d’autore (Hat szereplő szerzőt keres, 1921)
- Enrico IV (IV. Henrik, 1922)
- Vestire gli ignudi (Öltöztessük fel a mezteleneket, 1923)
- La vita che ti diedi (Az életet én adtam neked, 1923)
- Ciascuno a suo modo (Mindenki a maga módján, 1924)
- Diana e la Tuda (Diana és Tuda, 1926)
- L’amica delle mogli (A feleségek barátnője, 1927)
- La nuova colonia (Az új kolónia, 1928)
- Lazzaro (Lázár, 1929)
- O di uno o di nessuno (Vagy egyiké, vagy senkié, 1929)
- Come tu mi vuoi (Amilyennek akarsz, 1929)
- Questa sera si recita a soggetto (Ma este improvizálunk, 1930)
- Trovarsi (Rátalálni önmagunkra, 1932)
- La favola del figlio cambiato (Az elcserélt gyerek meséje, 1933)
- Non si sa come (Nem tudni, hogyan, 1934)
- I giganti della montagna (A hegyek óriásai) – befejezetlen; a mű végső formáját a szerző halálos ágyán elmondott gondolatai alapján Marta Abba és fia, Stefano Pirandello adta meg.

#### Prózai alkotások
- Kísértetek (novella)
- Lázár (novella)
- Új telep (novella)
- Az elcserélt gyermek (novella)
- A szicíliai apró narancsok (kisregény)
- Mattia Pascal két élete (regény)
- I vecchi e i giovani (regény)
- L'esclusa (regény)

## Magyarul

### 1944-ig
- Az ember, az állat és az erény; ford. Heltai Jenő; Athenaeum, Bp., 1925
- Forog a film… Regény; ford. Fáy E. Béla; Athenaeum, Bp., 1927
- Mattia Pascal két élete; ford. Déry Tibor; Franklin, Bp., 1935 (Külföldi regényírók)
- Pirandello legszebb novellái; ford. Gáspár Miklós; Pesti Naoló, Bp., 1936 (Pesti Napló könyvek)
- A kitaszított; ford. Déry Tibor; Athenaeum, Bp., 1938 (Athenaeum regénytár)
- A szűk frakk. Regény; Centrum, Bp., 1941 (A Film Színház Irodalom regénymelléklete)
- IV. Henrik. Tragédia; ford. Antonio Widmar; Kalász, Bp., 1941 (Madách-könyvtár)
- Foglalkozása: férj; ford. Brelich Mario; Franklin, Bp., 1942 (Külföldi regényírók)
- Öregek és fiatalok. Regény; ford. Bíró Sándor; Dante, Bp., 1942
- Az ezerarcú ember; ford. Brelich Mario; Franklin, Bp., 1943 (Külföldi regényírók)

### 1945–
- Az ostoba ember. Dráma; ford. Füsi József; Szikra, Bp., 1947
- Színművek és novellák; ford. Füsi József et al., bev. Szabó György; Európa, Bp., 1962 (A világirodalom klasszikusai)
- Liolá. Vígjáték; ford. Debreczeni Ferenc; Színháztudományi Intézet, Bp., 1963 (Világszínház)
- A csörgősipka; ford. Sz. Nagy Magda; Színháztudományi Intézet, Bp., 1966 (Világszínház)
- Szicília fényei. Pirandello három egyfelvonásosa / Bellavita / Sakk-matt; ford. Végh György; NPI, Bp., 1978 (Színjátszók kiskönyvtára)
- Színművek; ford. Barna Imre et al., vál. Fried Ilona, utószó Szabó György; Európa, Bp., 1984 (Drámák)
- Luigi Pirandello: Ma este improvizálunk. Színmű / Leonora, az Isten áldjon! Elbeszélés, amelyből a színmű készült; ford. Székács Vera, A végzet hatalma, a Trubadúr és a Faust librettójának részleteit ford. Lányi Viktor / Carlo Goldoni: Az új lakás; ford. Székács Vera; Ab Ovo, Bp., 1995 (Abgang könyvek)
- Az álom valósága. Ötven novella; vál., szerk. Lukácsi Margit, ford. Füsi József et al.; Noran, Bp., 2007
- Valakié vagy senkié; ford. Puskás László; Attraktor, Máriabesnyő, 2013 (Italianistica Hungarica)
- Nem komoly dolog; ford. Puskás László; Attraktor, Máriabesnyő, 2014 (Italianistica Hungarica)
- Amilyennek akarsz; ford. Puskás László; Attraktor, Máriabesnyő, 2015 (Italianistica Hungarica)

## Szakirodalom
- Nemeskürty István: Luigi Pirandello (in: Az olasz irodalom a XX. században, Bp., Gondolat Könyvkiadó, 1967)
- Világirodalmi lexikon (Bp., Akadémiai Kiadó, 10. kötet, 1986)
- Szabó György: Pirandello útja az öröklétbe (in: Századunk olasz irodalmának kistükre, Bp., 1979)